# Buła

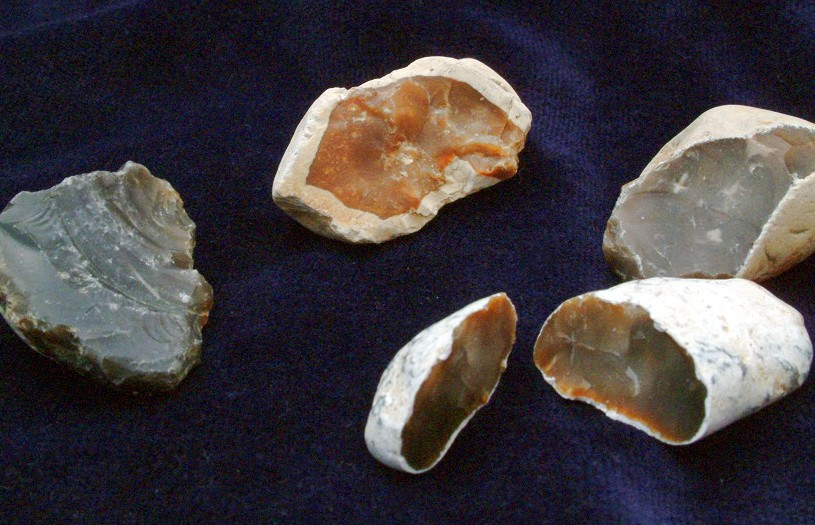
Fragmenty buł krzemiennych

Buła – nazwa kulistych lub bochenkowatych  konkrecji, zazwyczaj dużych, tkwiących w skałach osadowych .
W postaci buł spotyka się pospolicie krzemienie i fosforyty . Znane są też parucentymetrowe buły manganowe na dnie Oceanu Spokojnego, tworzące znaczne nagromadzenia .